# Heinrich Steinmann (Ingenieur, 1931)
Heinrich Steinmann (* 8. Oktober 1931; † 16. Februar 2025) war ein Schweizer Elektroingenieur und Manager. Er war Verwaltungsratspräsident mehrerer börsenkotierter Schweizer Unternehmen.

## Leben
Heinrich Steinmann wuchs in Thalwil auf. Die Rekrutenschule absolvierte er als Funker in Bülach, seinem Hobby entsprechend. Er studierte Elektrotechnik an der ETH Zürich und schloss dort 1956 als Diplomingenieur ab.
Den Berufseinstieg machte er beim IBM-Forschungslabor in Adliswil.
Dann war er bei der Abteilung für Übermittlungstruppen im Staatsdienst tätig und koordinierte u. a. die Entwicklung des Kanal-Chiffriergeräts KCG-70 zur Sprachübertragung auf Drahtverbindungen durch die Firma Brown, Boveri & Cie.
Seine Karriere machte er bei der Schweizerischen Bankgesellschaft (SBG), die 1998 mit dem Schweizerischen Bankverein zur UBS fusionierte.
Im Auftrag der SBG oder dank seiner erworbenen Kenntnisse und Beziehungen übte Steinmann eine Reihe bedeutender Verwaltungsratstätigkeiten und Mandate aus:
- An der Hirslanden-Privatspitalgruppe hatte die SBG seit dem Zweiten Weltkrieg eine 90-%-Beteiligung. Steinmann war deren Verwaltungsratspräsident (VRP). Als 1990 die internationale Privatspitalgruppe American Medical International (AMI) in finanzielle Schieflage geriet, griff die SBG auf Drängen des SBG-Generaldirektors und Hirslanden-Verwaltungsratspräsidenten Heinrich Steinmann zu und übernahm deren Schweizer Spitäler.[4] Auch nach seiner Pensionierung war Steinmann weiterhin Präsident dieser Privatspitalgruppe bis UBS ihre Beteiligung 2002 verkaufte.[5]
- Steinmann war Präsident des Fördervereins für Informatik an der Universität Freiburg (Schweiz)[6]
- Steinmann war seit 1986 Verwaltungsrat der Motor-Columbus in Baden AG. Ab 1993 wurde er deren Präsident, 1995 übernahm er zudem die Funktion des Delegierten des VR, was dem Vorsitzenden der Geschäftsleitung entspricht. Seit 1995 war Steinmann auch Verwaltungsrat bei der Aare-Tessin AG für Elektrizität. Atel entstand 2007 durch Umbenennung der Motor-Columbus AG und ging Ende Januar 2009 in die neu gegründete Alpiq Holding AG auf.[7]
- Während Jahren war Steinmann Verwaltungsratspräsident des Textilmaschinenherstellers Rieter in Winterthur. Beim 200-Jahre-Jubiläum dieser Firma konnte er 1995 als Gastgeber Bundesrat Jean-Pascal Delamuraz an der Feier begrüssen.[8] Wenige Jahre später geriet die Rieter Holding in Schwierigkeiten. Steinmann trat 2000 als VRP zurück.[9]
- Eine schwierig werdende Aufgabe hatte Steinmann bei der Hasler AG Bern und späteren Ascom Holding zu bewältigen. Steinmann war früh bei der Hasler AG Verwaltungsrat. Bedeutender war, dass er gleichzeitig Präsident der Stiftung Hasler-Werke war.[10] Diese Stiftung übte durch ihren Besitz von Namensaktien mit Stimmenmehrheit die Kontrolle über die Hasler AG und bis im Jahr 2000 auch der Ascom Holding aus. Ascom durchlief nach der Fusion mehrerer Schweizer Telekommunikationsausrüster immer schwierigere Zeiten, insbesondere wegen der Liberalisierung der Telekom-Märkte. Der Investor Ernst Müller-Möhl erwarb ein bedeutendes Aktienpaket der Ascom, um durch Restrukturierung eine erfolgreichere Firma zu gestalten. Im Mai 1998 verlangte Müller-Möhl die Abschaffung der Namenaktien und die Schaffung von Einheitsaktien. Darüber verhandelte er mit Steinmann als Stiftungsratspräsident.[11] Die entsprechenden Anträge wurden jedoch vorerst durch die Aktionärsversammlung abgelehnt.[12] Nach dem Unfalltod von Müller-Möhl im Frühjahr 2000 erreichten die Erben von Müller-Möhl per Ende 2000 eine Einigung mit der Hasler-Stiftung.[13] Zwar hielt die Stiftung weiterhin ein bedeutendes Aktienpaket an der Ascom Holding, hatte aber zu diesem Zeitpunkt die Stimmenmehrheit abgegeben. Die Hasler-Stiftung verkaufte anfangs 2007 ihre Beteiligung an Ascom vollständig an neue Grossinvestoren.[10] Nach diesen Vorgängen gab Steinmann diese Mandate ab.
- Beim Widder Hotel in der Altstadt von Zürich, welches im Besitz der SBG war, leitete er eine umfassende Renovation.
- Steinmann war auch Verwaltungsrat der börsenkotierten BT&T Telekommunikation und Technologie AG.[14]

Die letzten Jahre seines Berufslebens war Steinmann Mitglied der Generaldirektion der SBG im Range eines Generaldirektors (GD) und Spartenleiter Ressourcen und Management Support. Zu seinem Verantwortungsbereich gehörten insbesondere die Informatik, das Kommunikationswesen und die Immobilienverwaltung.
Seine Pensionierung bei der SBG erfolgte 1994.
Steinmann war verheiratet und hatte einen Sohn.

## Mitgliedschaften
- Mitglied der Schweizerischen Akademie der Technischen Wissenschaften (SATW)[16]
- Präsident des Vereins zur Förderung des Wehrwillens und der Wehrwissenschaft sowie Oberst im Generalstab der Schweizer Armee[17]
- Mitglied des Rotary Clubs Limmattal seit 1987

## Ehrung
Die Ehrendoktorwürde (Dr. h. c.) wurde ihm 1993 durch die Universität Fribourg verliehen.

## Veröffentlichungen
- Strategisches Bankmanagement. Wolfsberg, Ausbildungszentrum der Schweizerischen Bankgesellschaft, Ermatingen 1986
- Banken im Jahr 2000: Elektronik als Jobkiller?  Interview mit Heinrich Steinmann. In: Schweizer Bank. No. 1, 1986, S. 17–18.
- mit D. N. Chorafas: High Technology at UBS, for Excellence in Client Service. Union Bank of Switzerland, Zürich 1988.
- mit D. N. Chorafas: System Experts in Banking.  Palgrave Macmillan, London 1991, ISBN 978-0-333-51939-4.
- Breit koordiniertes Interesse für die Wirtschaft. NZZ, 29. Oktober 1993, S. 53.         (Stellungnahme durch Steinmann als GD SBG und Präsident der Interessensgemeinschaft Zürcher Unternehmen)
- Der dreidimensionale Ergebnisausweis als Grundlage für Controllingfunktionen. In: H. Schierenbeck, H. Moser (Hrsg.): Handbuch Bankcontrolling. Gabler Verlag, Wiesbaden, 1995, ISBN 978-3-322-91013-4.
- mit Dimitris N. Chorafas: Implementing Networks in Banking and Financial Services. Palgrave Macmillan, London 2015, ISBN 978-1-349-09481-3.